# 飛角魚亞目
飛角魚亞目（学名：Dactylopteroidei）是輻鰭魚綱海龍魚目的其中一個亞目。

## 分類
本亞目過去曾歸類於鮋形目，但本亞目實則與海龍魚亞目更親近，於是歸類於此。
其下僅有兩科：
- 飛角魚科 Dactylopteridae
- 海蛾鱼科 Pegasidae